# Ludwig Amandus Bauer
Ludwig Amandus Bauer, auch Louis Bauer (* 15. Oktober 1803 in Orendelsall; † 22. Mai 1846 in Stuttgart) war ein deutscher Historiker und Dichter.

## Leben
Nachdem der am 15. Oktober 1803 in Orendelsall geborene Ludwig Amandus Bauer vier Jahre lang das Seminar Blaubeuren besucht hatte, studierte er seit 1821 am Stift Tübingen, zunächst Philosophie, später Theologie. Dort befreundete er sich unter anderem mit Eduard Mörike. Nachdem er 1825 sein Studium beendet hatte, wurde Bauer zunächst in Ernsbach Pfarrer. Nun widmete er sich auch der Geschichte, und seine Dichtungen wandten sich immer mehr historischen Themen zu. 1831 stellte man ihn als Lehrer in einer Schule in Stetten ein; als solcher blieb er vier Jahre lang tätig. 1835 zog er nach Stuttgart um, wurde dort zunächst Professor am Katharinenstift und war seit 1838 am dortigen Gymnasium tätig. 1842 wurde er Redakteur bei der Zeitschrift Schwaben, wie es war und ist, dargestellt in einer Folge von Aufsätzen verschiedener Verfasser. Am 22. Mai 1846 verstarb Bauer in Stuttgart; unmittelbar nach seinem Tode wurde eine Sammlung seiner Werke inklusive einiger Briefe veröffentlicht. Als beste Quelle zu seinem Leben zählen die vom Deutschen Literaturarchiv Marbach edierten Briefe an Eduard Mörike.

## Werke (Auswahl)
- Der heimliche Maluff. Drama. Stuttgart : Franckh, 1828, pdf.
- Orplid‘s letzte Tage. In: Ludwig Bauer‘s Schriften. Nach seinem Tode in einer Auswahl herausgegeben von seinen Freunden. Stuttgart : Blum & Vogel, 1847, Seite 313–375, pdf.
- Alexander der Große (drei Bände)
- Die Ueberschwenglichen
- Barbarossa
- Die Weltgeschichte (1836–1839; sechs Bände)
- Finrod
- Abälard und Heloise
- Ludwig Amandus Bauer, Albert Schott: Panorama der deutschen Klassiker. Gallerie der interessantesten Scenen aus den Meisterwerken deutscher Poesie und Prosa, nach Zeichnungen deutscher Künstler in Stahl ausgeführt durch Carl Mayer’s Kunst-anstalt in Nürnberg ... Auswahl des schönsten und anziehendsten aus den Meisterwerken deutscher Poesie und Prosa, von Lessing bis auf die neueste Zeit, Stuttgart, K. Göpel, [Bd. 1, um 1845][3]